# Eadbald (évêque de Londres)
Pour les articles homonymes, voir Eadbald.
Eadbald est un prélat anglais de la fin du VIIIe siècle. Il est évêque de Londres aux alentours de 796.

## Biographie
D'après la Chronique anglo-saxonne, les évêques Eadbald de Londres et Ceolwulf de Lindsey s'enfuient d'Angleterre en 796. Les raisons de cet exil sont inconnues, mais il faut peut-être y voir un lien avec la succession du puissant roi Offa de Mercie, mort en juillet 796 et dont le fils et héritier, Ecgfrith, meurt à son tour en décembre. Dans les listes épiscopales, Eadbald figure entre Cenwalh, dont la dernière mention se situe entre 793 et 796, et Heathoberht, qui apparaît dans les sources à partir de 798.